# Dimitrie A. Sturdza
Dimitrie Alexandru Sturdza, född 10 mars 1833 i Miclăușeni, död 20 oktober 1914 i Bukarest, var en rumänsk politiker. 
Sturdza studerade vid akademien i Iași och därefter vid olika tyska universitet, tillhörde sekretariatet vid divanen i Moldova 1857, antogs av furst Alexandru Ioan Cuza till sekreterare, men blev sedan en av ledarna för sammansvärjningen mot honom och inträdde som minister för offentliga arbeten i den efter hans störtande i februari 1866 bildade ministären. Under Carol I:s regering var han alltifrån dennes första kabinett gång på gång minister på olika poster (arbets-, finans-, utrikes-, kultus-), särskilt under Ion Brătianu, som han under lång tid stod nära i sin politiska verksamhet. 
Ivrig deltagare i den centralmaktsfientligt och antidynastiskt färgade agitationen mot Lascăr Catargius kabinett 1871–76, framträdde Sturdza sedan som avgjord motståndare till Ryssland, motsatte sig 1877 Rumäniens deltagande i kriget mot Osmanska riket och verkställde som utrikesminister (från augusti 1882) i Bratianus ministär dess anslutning till trippelalliansen 1883. 
Efter bröderna Ion och Dimitrie Brătianus död 1891 och 1892 korades han i november 1892 till det nationalliberala partiets ledare och var sedermera under fyra olika perioder (oktober 1895 till december 1896, april 1897 till april 1899, februari 1901 till årsskiftet 1904/05, mars 1907 till januari 1909) ministerpresident. Han inlade stora förtjänster om undanskjutandet av den finansiella krisen under 1900-talets första år. Som oppositionsledare livlig agitator för rumänernas i Transsylvanien sak, uppträdde han som regeringschef med betydlig moderation mot Österrike-Ungern. 
Som ständig generalsekreterare i Rumänska akademien ledde Sturdza dess stora historiska urkundspublikationer ("Documente privatore la istoria Românilor" och "Acte si documente relative la istoria renascerei României"). Han framträdde dessutom som politisk och numismatisk författare (bland annat Numismatica româna, 1878).